# Věra Cechlová-Pospíšilová
Věra Cechlová-Pospíšilová (* 19. listopadu 1978 Litoměřice) je bývalá česká atletka, diskařka, olympijská medailistka a mnohonásobná mistryně České republiky.

## Osobní život
Na podzim roku 2003 se provdala za svého dlouholetého přítele, zápasníka Jakuba Cechla a od sezóny 2004 v závodech startovala pod oběma jmény Cechlová-Pospíšilová. V roce 2013 otěhotněla, přičemž ukončila svou závodní kariéru.
Na webových stránkách hnutí ANO 2011 je uvedena jako jeho podporovatelka v sekci "Podporují nás". Když se jí na to v červnu 2019 ptali novináři, odpověděla: „Jenom vám řeknu, že mám úplně jiné starosti. Tak k tomu prostě takto přistupujte“.

## Kariéra
S atletikou začínala v Lovosicích jako výškařka, ale v kategorii starších žákyň u ní byl rozpoznán talent pro vrhačské disciplíny. Ve 14 letech proto přestoupila do oddílu v Kladně, který se na vrhačské disciplíny specializoval. V jejich začátcích jí trénoval Josef Vávra. Původní záměr trenéra směřoval k její orientaci spíše na hod kladivem než na hod diskem. V roce 1997 (19 let) se účastnila juniorského mistrovství Evropy v disciplínách koule, disk a v obou se kvalifikovala do finále. V roce 1999 přestoupila do pražského kluku PSK Olymp pod vedení trenéra Josefa Šilhavého. V témže roce získala svou první velkou medaili v disciplíně disk na mistrovství Evropy do 23 let. Od roku 1999 se začala specializovat na hod diskem a vrh koulí měla jako disciplínu doplňkovou.
V roce 2001 poprvé přehodila 60m hranici a zařadila se mezi širší světovou špičku. Na mistrovství světa v Edmontonu reprezentovala Českou republiku a už v kvalifikaci překvapila výborným výkonem, kterým se kvalifikovala do finále. Ve finále pronikla na úkor své zkušenější kolegyně z reprezentace Vladimíry Rackové do užšího finále a ve svých 22 letech obsadila 7. místo. V roce 2005 vyšel najevo doping ruské diskařky Sadovové, což znamenalo posun Cechlové na 6. místo.
V roce 2002 pokračovala ve výkonnostním vzestupu a na mistrovství Evropy v Mnichově obsadila 4. místo. Roku 2003 přišel výrazný výkonnostní vzestup, když 6.7.2003 hodila v Rethymno osobní rekord 67.71 m. Na mistrovství světa, které se koncem srpna konalo v Paříži odjížděla jako favoritka na zlato. V kvalifikaci prvním pokusem hodila kvalifikační limit a ve finále obsadila 5. místo s výkonem přes 65 m.
V roce 2004 patřila druhou sezonu mezi absolutní světovou špičku a jako autorka nejlepšího výkonu roku odjížděla na olympijské hry do Atén. V kvalifikaci hodila 65 m a postoupila do finále. Ve finále ve druhém pokusu hodila 66,08 (66,42 sezonní maximum) a ujala se vedení v soutěži. Postupně ji však přehodily ve třetích pokusech Řekyně Kelesidouová a Běloruska Jatčenková a v pátém pokusu ji z medailové příčky odsunula i pozdější vítězka z Ruska Sadovová. Nakonec vybojovala 4. místo pouhých 9 cm za bronzem a necelý metr za zlatem. V roce 2012 se však podle nových laboratorních dopingových testů vzorky medailistek opět přezkoumaly. Výsledkem bylo, že Jatčenková měla pozitivní dopingový test. V srpnu 2013 se tak Cechlová po 9 letech od olympijského závodu přece jen dočkala bronzové medaile. Začátkem roku 2005 bylo oznámeno, že se na MS v roce 2001 posunula o příčku výše kvůli dopingu jedné ze závodnic.
V roce 2005 změnila celkově systém přípravy. Celou sezonu trénovala naplno, aby zjistila, zdali je schopná házet daleko z plného tréninku. V červnu na Odložilově memoriálu hodila výkon roku 66,81 m. Na velký podnik tak odlétala, třetím rokem po sobě, jako držitelka nejdelšího výkonu roku. Mistrovství světa se konalo v Helsinkách a z kvalifikace bez větších potíží postoupila. Finále se kvůli nepřízni počasí muselo konat nadvakrát a Cechlová v něm nestačila pouze na Němku a Rusku a vybojovala bronzovou medaili. V roce 2006 jí potkalo na začátku nové sezóny první větší zranění. Natažené vazy v kotníku jí donutily omezit počet startů v závodech. To byla hlavní příčina proč na srpnovém mistrovství Evropy v Göteborgu skončila až na 7. místě.
Od roku 2007 začal pozvolný pokles její výkonnosti. Začátek sezony se jí celkem vydařil, když dvakrát vyhrála mezinárodní závody, kde v jednom závodě hodila naposledy přes 65 m. Zbytek sezony se rozhodla maximálně redukovat starty na závodech a soustředit se na mistrovství světa. Na mistrovství světa v Osace se v kvalifikaci potýkala s technikou, ani se nepřiblížila 60 m a nepostoupila do finále. Podle slov trenéra Šilhavého byl výpadek zapříčiněn zraněním nohy. Změna systému tréninku, který podstoupila od roku 2005 se ukázala jako nepříliš prospěšná. Vedla sice k bronzu na MS 2005, ale za relativně průměrný výkon a v roce 2006 vyústila ve zdravotní komplikace, které následně měly negativní dopad na její techniku.
V roce 2008 tak provedli s trenérem jisté nové změny v přípravě. Zaměřili se více na techniku hodů. Na své druhé letní olympijské hry do Pekingu odlétala s očekáváním finálové účasti, pomýšlela i na zisk medaile. Jeden pokus jí v kvalifikaci stačil k tomu, aby se kvalifikovala do finále. Ve finále, které se konalo 18. srpna, obsadila konečné 5. místo. Za vítězkou zaostala o 3 m s výkonem 61,75 m. V roce 2009 začala sezónu úspěšně, kdy hned v prvním závodě hodila kvalifikační limit na mistrovství světa. Od června však byla limitována zánětem achillových šlach. Na mistrovství světa do Berlína sice odjela, ale nepostoupila z kvalifikace. V roce 2010 a 2011 reprezentovala Českou republiku na Evropském mistrovství v Barceloně a mistrovství světa v Daegu. Obě mistrovství však z jejího pohledu skončila neúspěchem. V Barceloně se ani jednou nevešla v kvalifikaci do kruhu a za rok na mistrovství světa hodila v kvalifikaci pouze 53.87 m a obsadila předposlední 23. místo.
V roce 2012 vyústily nezdary z posledních let v ukončení spolupráce s trenérem Šilhavým a přestup na Duklu Praha pod vedení Petra Stehlíka. Přestup do mladého kolektivu znamenal nový impuls do soutěžení, byť jejími tréninkovými partnery byli vesměs muži koulaři. V květnu na memoriálu Ludvíka Daňka v Turnově splnila B limit na olympijské hry v Londýně výkonem 60,94 m. Před olympiádou jela na mistrovství Evropy do Helsinek kde pronikla do užšího finále a obsadila 8. místo. V kvalifikací se jí sice nedařilo, ale ve finále hodila prvním pokusem téměř 60 m a byl to pro ní po 4 letech první lepší umístění na mistrovském turnaji. Za měsíc startovala olympijských hrách v Londýně. Její třetí účast na hrách dopadla podobně neúspěšně jako před rokem účast na mistrovství světa v Daegu. Výkon 55 m v kvalifikaci znamenal předposlední místo. Na podzim se dozvěděla radostnou zprávu, že Běloruska, která jí před 8 lety o 9 cm překonala a získala bronzovou medaili byla diskvalifikována a že Cechlová dostane dodatečně bronzovou medaili.
Cechlová nepatří mezi silové typy závodnic. Má výbornou diskařskou techniku, kde dominuje především dynamika vrchní části těla, švih a rychlost. Slabší stránkou jejího výkonu je práce nohou. Především levá noha, kterou po zranění už nedokázala rychle zašlapovat a výsledkem byly hody pouze těsně za hranicí 60 m. V poklesu výkonnosti hrály roli i další faktory a události osobního života. Dílčí uznání za sportovní kariéru se jí dostalo, když ČOV rozhodnul, že Cechlová ponese na slavnostním zakončení her v Pekingu českou vlajku. Dne 12. listopadu 2013 oznámila konec sportovní kariéry..